# القصف الإسرائيلي على مطاري دمشق و حلب (2023)
عند ظهر يوم الخميس 12 تشرين الأول / أكتوبر 2023 م، و على تمام الساعة 13:50 ظهراً بتوقيت دمشق، تعرض كل من مطارى دمشق و حلب الدوليين و بشكل متزامن إلى هجوم صاروخى إسرائيلي أدى إلى تضرر مهابط المطارين وخروجهما من الخدمة. و بعد 11 يوماً و تحديداً عند فجر يوم الأحد 22 تشرين الأول / أكتوبر 2023 تعرض المطاران مجدداً لقصف صاروخى إسرائيلى متزامن مما أدى إلى خروجهما من الخدمة للمرة الثانية خلال شهر، و ذلك بعد أن تم إصلاحهما بعد القصف الأول واستئناف حركة الملاحة الجوية المدنية فيهما.

## التفاصيل
ذكرت وزارة الدفاع سورية بأنه عند تمام الساعة 13:50 بالتوقيت المحلى من ظهر يوم الخميس 12 تشرين الأول / أكتوبر 2023 ، نفذت إسرائيل عدواناً صاروخيا متزامن استهدف مطاري حلب ودمشق الدوليين ما أدى إلى تضرر مهابط المطارين وخروجهما عن الخدمة. قد نقلت القناة 12 العبرية عن الجيش  الإسرائيلي بأنه قصف مطاري دمشق وحلب السوريين و ذلك ردا على إطلاق قذائف هاون على هضبة الجولان السورية المحتلة في اليوم السابق.
و أعلنت وزارة النقل السورية عن تحويل جميع الرحلات الجوية المبرمجة عبر مطاري دمشق وحلب، إلى عبر مطار اللاذقية الدولي. و معلوم إن مطاري دمشق وحلب الدوليين هما المطارات الرئيسية في البلاد.

## موقف الحكومة السورية

#### وزارة الخارجية والمغتربين السورية
إن العدوان الإسرائيلي على مطارى دمشق و حلب يندرج في سياق محاولات كيان الإسرائيلي المتواصلة لتصدير أزماته و لحرف الأنظار عن جرائم و المجازر التي يرتكبها بحق الفلسطينيين في قطاع غزة.

#### وزارة الدفاع السورية
إن هذا العدوان هو محاولة يائسة من العدو الإسرائيلي المجرم لتحويل الأنظار عن جرائمه التي يرتكبها في غزة, والخسائر الكبيرة التي يتعرض لها على يد المقاومة الفلسطينية , و هو جزء من النهج المستمر في دعم الجماعات الإرهابية في شمال البلاد, والتي تشكل ذراعاً مسلحاً للكيان الإسرائيلي.

## رد الفعل الدولية
أعلنت وزارة الخارجية الروسية، أن الغارات الإسرائيلية على الأراضي السورية تشكل انتهاكا جسيما لسيادة السورية والأعراف الأساسية للقانون الدولي.